# Elisa Carrió

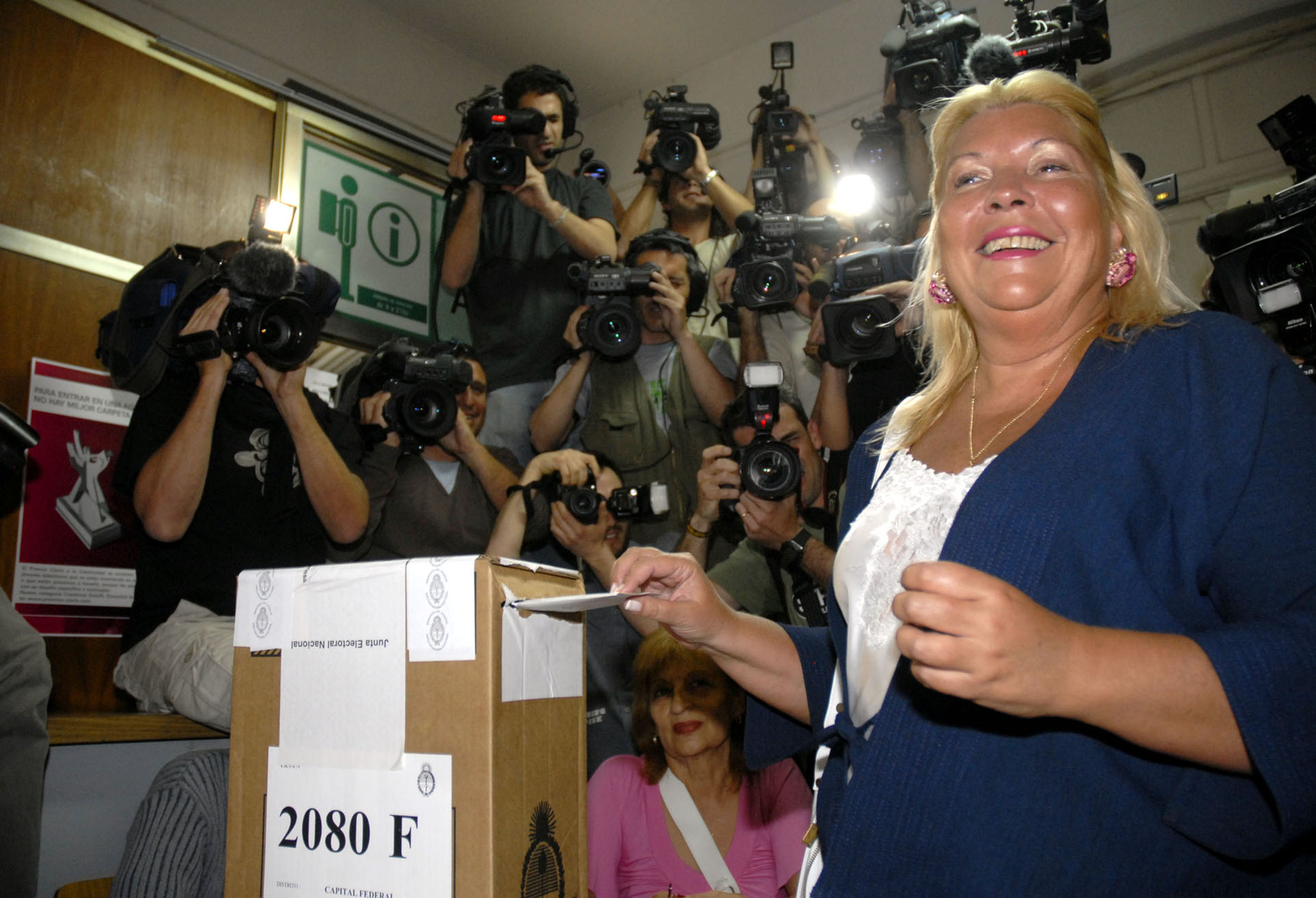
Elisa Carrió bầu cử trong cuộc bầu cử năm 2007. Bà đã thua, nhưng đã đi vào lịch sử khi là người phụ nữ về nhì đầu tiên trước một người phụ nữ khác trong một cuộc đua vào chức tổng thống.

Elisa María Avelina "Lilita" Carrió (sinh ngày 26 tháng 12 năm 1956) là một luật sư, giáo sư và chính khách người Argentina, và là Nghị sĩ của Buenos Aires. Bà là sáng lập của đảng chính trị Argentina Civic Coalition ARI (Coalición Cívica ARI).

## Tiểu sử
Sinh ra tại Resistencia, Chaco trong một gia đình truyền thống, Carrió là một cựu nữ hoàng sắc đẹp tuổi thiếu niên. Bà theo học National University of the Northeast và tốt nghiệp với một bằng Luật vào năm 1978. Carrió bước vào nghề dịch vụ công với công việc cố vấn kĩ thuật cho Văn phòng Công tố Tỉnh Chaco vào năm 1979, và được bổ nhiệm vào văn phòng của Solicitor General của tỉnh vào năm 1980.
Sau đó bà dạy luật hiến pháp ở trường học của bà, và từ năm 1986 đến 1988 bà giữ chức vụ giám đốc của khoa quyền con người của Trường Luật thuộc Đại học Buenos Aires. Carrió bước vào chính trường theo yêu cầu của người thầy của mình, Raúl Alfonsín, và được bầu cử vào Hội nghị Tu chính Hiến pháp năm 1994, mà tại đó bà là người phụ trách đứng đầu của Điều 75, mục 22, điều luật quy định về việc tiếp nhận những hiệp ước về quyền con người quốc tế được Argentina thông qua vào trong Hiến pháp của Argentina. Bà được bầu vào Hạ viện của tỉnh bà, đại diện cho Radical Civic Union (UCR) chủ trương ôn hòa vào năm 1995, và vào năm 1997, bà đã có được sự thông qua của một dự luật ban thẩm quyền hiến pháp cho Công ước quốc tế về Người Biến mất.